# Something Wild (película)
Something Wild (Algo salvaje, en España;
Fin de semana salvaje, en Hispanoamérica) es una película de 1986 dirigida por Jonathan Demme y protagonizada por Jeff Daniels, Melanie Griffith y Ray Liotta en los papeles principales.

## Argumento
Un hombre sencillo y de vida rutinaria (Jeff Daniels), poco inclinado a las aventuras, conoce a una chica alocada y peligrosa (Melanie Griffith) que lo traerá de cabeza mientras se va enamorando de ella, arrastrándolo a un sinfín de peripecias a cada cual más atolondrada. 
Después de conocer a su madre y asistir a una reunión de antiguos alumnos, Audrey y Charlie se toparán con Ray Sinclair (Ray Liotta), el exmarido de Audrey que acaba de salir de la cárcel tras varios años de condena.

## Reparto
| Actor            | Personaje                 |
| ---------------- | ------------------------- |
| Jeff Daniels     | Charles Driggs            |
| Melanie Griffith | Audrey Hankel, "Lulu"     |
| Ray Liotta       | Ray Sinclair              |
| Charles Napier   | Irate Chef                |
| John Sayles      | Policía motorizado        |
| Tracey Walter    | The Country Squire        |
| Gary Goetzman    | Guido Paonessa            |
| Robert Ridgely   | Richard Graves            |
| Buzz Kilman      | TV Newscaster             |
| Adelle Lutz      | Rose                      |
| John Waters      | Vendedor de carros usados |
| Margaret Colin   | Irene                     |
| Jack Gilpin      | Larry Dillman             |
| Su Tissue        | Peggy Dillman             |
| Sister Carol     | Dottie                    |
| The Feelies      | The Willies               |

- Datos: Q644485